# Аруначальська кухня
Страви, характерні для індійського штату Аруначал Прадеш варіюються в межах області, в тому числі в залежності від племінного впливу (з впливом Апатані, Чукі, аді і Ніші)
Апонг або рисове пиво, виготовлене з ферментованого рису або пшона, є популярним напоєм в Аруначал-Прадеш як алкогольний напій. Існують різні сорти рисового пива з різними смаками.
Основними продуктами харчування є рис, а також риба, м'ясо та багато зелених овочів. Доступні різні сорти рису. Салат — найпоширеніший і найкращий овоч з усіх, що готується шляхом кип'ятіння з імбиром, коріандром та зеленим перцем чилі та дрібкою солі. Варені рисові коржі, загорнуті в листя, — відома закуска. Страви у східних районах, таких як Тірап та Чангланг, мають різний спосіб приготування їжі.
Багато дикорослих трав та чагарників також є частиною кухні. Висушені пагони бамбука широко використовують у кулінарії.
До незалежності Індії, коли діяла британська політика ізоляції горян NEFA (Північно-Східне прикордонне агентство), дикі птахи та тварини були великою частиною їхнього раціону, але сучасні обмеження на полювання до цього не призводить.